# Robert Guthrie
Robert Guthrie (28 juni 1916 - 24 juni 1995) was een Amerikaans kinderarts die de hielprik (of Guthrie-test) heeft ontworpen en daarmee het leven van veel kinderen heeft gered en verbeterd. 
Guthrie weigerde octrooi aan te vragen en de daarbij behorende inkomsten in ontvangst te nemen, zodat het een goedkope handeling kon blijven.